# Лаптев, Мэлис Николаевич
Мэлис Николаевич Лаптев — советский хозяйственный, государственный и политический деятель.

## Биография
Родился в 1941 году в Кандалакше. Член КПСС.
С 1957 года — на хозяйственной, общественной и политической работе. В 1957—2001 гг. — рабочий на железной дороге, военнослужащий срочной службы, выпускник Волховского железнодорожного училища, помощник машиниста, машинист тепловоза, электровоза локомотивного депо станции Кандалакша, машинист локомотивного депо станции Кандалакша, член группы «Коммунисты России», член Комиссии по транспорту, связи, информатике и космосу.
Избирался депутатом Верховного Совета РСФСР 10-го и 11-го созывов, народным депутатом России.
Живёт в Кандалакше.
23.03.21 Ушёл из жизни http://www.kandalaksha-admin.ru/index.php?option=com_content&view=article&id=27367:ne-stalo-melisa-nikolaevicha-lapteva&catid=231&Itemid=610